# خارستان عليا (مقاطعة إقليد)
خارستان عليا (بالفارسية: خارستان علیا) هي قرية تقع في Sedeh District في إيران. يقدر عدد سكانها بـ 191 نسمة بحسب إحصاء 2016.